# Campeonato Sul-Americano de Ginástica Artística de 2024
O Campeonato Sul-Americano de Ginástica Artística de 2024 será realizado de 18 a 20 de setembro de 2024 no Ginásio Constâncio Vieira em Aracaju, Brasil. A competição foi organizada pela Confederação Brasileira de Ginástica e aprovada pela Federação Internacional de Ginástica.

## Programação
Todos os horários na hora local (UTC−03:00)
Sexta feira, 18 de outubro
- 10:00 – Classificatórias da Subdivisão 1 (GAM e GAF)
- 15:30 – Classificatórias da Subdivisão 2 (GAM e GAF)

Sábado, 19 de outubro
- 15:30 – Finais – GAF – Salto e Assimétricas
- 15:30 – Finais – GAM - Solo, Cavalo E Argolas
- 17:30 – Premiações

Domingo, 20 de outubro
- 15:30 – Finais – GAF – Trave e Solo
- 15:30 – Finais – GAM – Salto, Paralelas e Barra Fixa
- 17:30 – Premiações

## Medalhistas
| Evento              | Ouro | Prata | Bronze |
| ------------------- | --- | --- | --- |
| Masculino           | | | |
| Equipes             | Brasil (BRA) · Bernardo Actos · Lucas Bitencourt · Tomás Florêncio · Johnny Oshiro · Patrick Sampaio · Leonardo Souza  | Argentina (ARG) · Ivo Chiapponi · Julián Inguanti · Julian Jato · Santiago Mayol · Nahuel Pardo · Daniel Villafañe     | Chile (CHI) · Joel Álvarez · Pablo Figueroa · Luciano Flores · Agustín Lira · Tomás López · Ignacio Varas         |
| Individual geral    | Bernardo Actos (BRA)                                                                                                   | Tomás Florêncio (BRA)                                                                                                  | Santiago Mayol (ARG)                                                                                              |
| Solo                | Bernardo Actos (BRA)                                                                                                   | Joel Alvarez (CHI) | Ivo Chiapponi (ARG)                                                                                               |
| Cavalo com alças    | Santiago Mayol (ARG) Johnny Oshiro (BRA)                                                                               | — | Pablo Calvache (ECU)                                                                                              |
| Argolas             | Daniel Villafañe (ARG)                                                                                                 | Edward Alarcon (PER)                                                                                                   | Julian Inguanti (ARG) Joel Alvarez (CHI)                                                                          |
| Salto               | Tomás Florêncio (BRA)                                                                                                  | Ignacio Varas (CHI) | Daniel Villafañe (ARG) Edward Gonzalez (PER)                                                                      |
| Barras paralelas    | Jesus Moreto (PER) | Tomás Florêncio (BRA)                                                                                                  | Israel Chiriboga (ECU)                                                                                            |
| Barra fixa          | Tomás Florêncio (BRA)                                                                                                  | Patrick Sampaio (BRA)                                                                                                  | Santiago Mayol (ARG)                                                                                              |
| Feminino            | | | |
| Equipes             | Brasil (BRA) · Gabriela Barbosa · Josiany Calixto · Beatriz Lima · Maria Heloísa Moreno · Rafaela Oliva · Hellen Silva | Argentina (ARG) · Martina Abrahantes · Milagros Curti · Lucia Gonzalez · Sira Macias · Mia Mainardi · Meline Mesropian | Panamá (PAN) · Valentina Brostella · Victoria Castro · Hillary Heron · Lana Herrera · Karla Navas · Tatiana Tapia |
| Individual geral    | Milagros Curti (ARG)                                                                                                   | Hillary Heron (PAN) | Maria Heloísa Moreno (BRA)                                                                                        |
| Salto               | Karla Navas (PAN) | Lucia Gonzalez (ARG)                                                                                                   | Alais Perea (ECU)                                                                                                 |
| Barras assimétricas | Sira Macias (ARG) | Karla Navas (PAN) | Alais Perea (ECU)                                                                                                 |
| Trave               | Maria Heloísa Moreno (BRA)                                                                                             | Alais Perea (ECU) | Milagros Curti (ARG)                                                                                              |
| Solo                | Hellen Silva (BRA) | Maria Heloísa Moreno (BRA)                                                                                             | Milagros Curti (ARG)                                                                                              |

## Quadro de medalhas
*   país anfitrião (Brasil)
| Pos.               | País               | Ouro | Prata | Bronze | Total |
| ------------------ | ------------------ | ---- | ----- | ------ | ----- |
| 1                  | Brasil             | 9    | 4     | 1      | 14    |
| 2                  | Argentina          | 4    | 3     | 7      | 14    |
| 3                  | Panamá             | 1    | 2     | 1      | 4     |
| 4                  | Peru               | 1    | 1     | 1      | 3     |
| 5                  | Chile              | 0    | 2     | 2      | 4     |
| 6                  | Equador            | 0    | 1     | 4      | 5     |
| Total (6 entradas) | Total (6 entradas) | 15   | 13    | 16     | 44    |

## Nações participantes
- Argentina
- Bolívia
- Brasil
- Chile
- Colômbia
- Equador
- Panamá
- Peru
- Venezuela